# Surftwins
Surftwins nennen sich die Zwillinge Manfred und Jürgen Charchulla (* 30. Januar 1939 in Wittenberg, Ostpreußen), die sich als Pioniere um den Windsurfsport verdient gemacht haben. Sie haben die Schulung standardisiert und einen Schulungsverband gegründet, zahlreiche Lehrbücher veröffentlicht und auf Fehmarn am Südstrand das erste europäische Surfmuseum initiiert.

## Leben
Die Zwillinge wuchsen auf der Frischen Nehrung bzw. am Frischen Haff auf und gelangten 1945 über das gefrorene Haff in den Westen. Ab ihrem 15. Lebensjahr fuhren sie 15 Jahre lang zur See. 1973 gründeten sie in Bremen einen der ersten Surfshops der Welt. 1974 führte Manfred Charchulla in Körbecke an der Möhnetalsperre und auf Sylt die ersten Windsurfkurse an der deutschen Küste durch.
1975 ließen sie sich auf Fehmarn/Südstrand am Burger Binnensee nieder und gründeten eine Surfschule. Viele Jahre lang diente ein alter Krankenwagen als mobiles Zuhause. Die Winterhalbjahre über betrieben sie eine Surfschule auf Gran Canaria in Arguineguín. Sie gründeten den Surfschul-Verband „Norddeutsches Windsurfer Centrum“, der später in den Verband Deutscher Sportbootschulen aufgenommen wurde.
Am 18. Mai 2007 eröffneten sie im Atrium der Ferienanlage Burger Südstrand das „Surfmuseum Fehmarn“ – das erste Windsurfmuseum in Europa. Als skurrile Originale und wegen ihres alternativen Lebensstils sind sie häufig in Talkshows zu Gast.
Noch heute betreiben sie auf Fehmarn die Kite- und Surfschule „Surftwins Charchulla“ und eine Karibikbar. Dort finden auch Auftritte ihrer Steelband „The Steeltwins“ statt.

## Sportliche Erfolge
- Als erste Surfer hatten sie am 25. Mai 1975 auf einem Tandem den Ärmelkanal überquert.
- Am 10. Mai 1977 überquerten sie ohne Beiboot mit einem Tandem von Hanstholm (Dänemark) aus nach Mandal (Norwegen) in 14 Stunden den Skagerrak.[2]
- Am 30. August 2010 überquerten sie mit 6 weiteren Surfern den Fehmarnbelt auf dem längsten Windsurfbrett der Welt, dem Fehmarn-Achter

## Bücher
- Windsurfing for Experts, August 1982, Evans Bros.
- Windsurfing für Meister, März 1984, Juni 1995, Nymphenburger Verlag
- Windsurfing. Schule für Mono- und Tandemsurfer mit Knotenlehrgang, April 1985, Kosmos-Verlags-GmbH
- Windsurfing für alle. Training, Technik, Taktik, 1993, Rowohlt Taschenbuch Verlag

## Fernsehsendungen
- Die Surf-Zwillinge von Fehmarn, 3. Mai 2008, 3sat
- Vivo: Filmbeitrag über die Surf-Twins in der Sendung, 17. Januar 2009, 3sat
- Inas Nacht, 6. Juni 2009: Charchulla-Zwillinge zu Gast in der NDR-Late-Night-Show
- Markus Lanz unter dem Titel Lehrling Cantz bei Surf-Legenden, 30. Juni 2009, ZDF
- WDR, 21. Mai 2022: Windsurfen am Möhnesee, die Anfänge des Windsurfens